# Сиони
Сиони (груз. სიონი) — исторически главный храм Тбилиси и один из двух главных в Грузинской церкви; назван в честь Сионской горы и освящён в честь Успения Пресвятой Богородицы. Стоит на берегу реки Куры в историческом центре города. До строительства собора Святой Троицы (Цминда Самеба) (2004) здесь находилась главная тбилисская кафедра грузинского католикоса.

## История
Основание храма приписывается Вахтангу I Горгасалу. Более вероятно, что инициатором строительства выступил в конце VI века куропалат Гурам I (здесь же, вероятно, и похороненный). По некоторым сведениям заканчивали постройку при царе Адарнасе в VII веке.
Эта первая церковь была после учреждения эмирата снесена арабами.
В 1112 году Давид IV Строитель, освободив Тбилиси от арабов, возвёл в городе новый собор, который не раз подвергался разрушениям и восстановлению. Особенно значительные работы потребовались после нашествия Джелал ад-Дина Манкбурны и землетрясения 1668 года.
В 1726 году главный грузинский православный собор в Тбилиси сохранил от превращения в исламскую мечеть оккупировавшими Картлийское царство турками-османами, использовав своё влияние, князь Гиви Амилахвари.
В сентябре 1795 года собор сильно пострадал от нашествия Ага-Мухаммед-хана. Были сожжены деревянные хоры и иконостас, фрески покрылись копотью и сажей. Собор вскоре был восстановлен и в 1817 году Минай Медичи писал, что «он обширный и великолепный, разрисован внутри картинами из Библии»
В соборе погребены некоторые цари — Гурам и Адарнасе, иерархи Грузинской церкви, в частности Католикосы-Патриархи Кирион II (канонизирован в 2002 году), Давид V (Девдариани) и значимые персоны русской и грузинской истории — П. Цицианов, генерал Лазаревич, представители дома Орбелиани.

## Облик и святыни
После реставрации 1980—1983 годах храм Сиони, несмотря на сложную строительную историю, сохранил свой средневековый облик. Поодаль от собора две колокольни — одна старинная, трёхъярусная, постройки XV века, разрушенная персами и восстановленная в XX веке, другая — типичный образчик русского классицизма (построена в 1812 году).
В интерьере храма сохранились фрески русского художника Г. Г. Гагарина.
Первое место среди реликвий, хранящихся в храме, занимает глава Св. Апостола Фомы и древний крест святой Нины.
- Сиони на фото XIX века
- Вид от Сиони на Нарикалу
- План стенописи Гагарина
- Новая колокольня
- Старая колокольня XV века
- Фрески
- Фрески